# Пунько, Яков Иванович
Я́ков Ива́нович Пунько (12 июня 1916, Весёлое, Запорожская область — 1984) — советский легкоатлет (марафон). Заслуженный мастер спорта (1950).
Выступал за ЦДКА и Ленинградский Дом офицеров.
Первым крупным успехом была победа в пробеге Пушкин — Ленинград в августе 1940 года. Через три недели стал чемпионом СССР в марафонском беге (с рекордом страны). Выиграл чемпионат СССР и в 1946 году, в 1948 году занял третье место. Также в 1943 году был бронзовым призёром чемпионата СССР в беге на 10 000 м.
В 1946 году выиграл бронзу в марафоне на чемпионате Европы по лёгкой атлетика в Осло.
Участвовал в Великой Отечественной войне.

## Награды
Медали «За боевые заслуги», «За победу над Германией в Великой Отечественной войне 1941—1945 гг.».

## Результаты

### Соревнования
| Год  | Соревнование     | Город | Дистанция | Дата       | Результат            | Место |
| ---- | ---------------- | ----- | --------- | ---------- | -------------------- | ----- |
| 1946 | Чемпионат Европы | Осло  | марафон   | 22 августа | 2:26.21 PB[уточнить] | III   |

| Год  | Город          | Дистанция     | Дата          | Результат   | Место |
| ---- | -------------- | ------------- | ------------- | ----------- | ----- |
| 1940 | Москва         | марафон       | 15 сентября   | 2:39.35 NR* | I     |
| 1943 | Горький        | 10 000 метров | 5—9 сентября  | 32.30,0     | III   |
| 1944 | Москва         | 5000 метров   | 13—18 августа | 15.16,8     | III   |
| 1945 | Горький        | кросс 8 км    | 10 июня       |             |       |
| 1946 | Днепропетровск | марафон       | 22 сентября   | 2:49.53,8   | I     |
| 1947 | Москва         | марафон       | 20 июля       | DNF (32 км) | —     |
| 1948 | Москва         | марафон       | 26 июля       | 2:40.36     | III   |
| 1950 | Москва         | марафон       | 15 июля       | 2:34.56,4   | 4     |
| 1952 | Москва         | марафон       | 25 августа    | 2:36.14     | 20    |

1. ↑  вместе с Михаилом Глансковым

| Год  | Пробег             | Дистанция | Дата       | Результат | Место |
| ---- | ------------------ | --------- | ---------- | --------- | ----- |
| 1940 | Пушкин — Ленинград | 30 км     | 25 августа | 1:45.03,5 | I     |